# Dagang

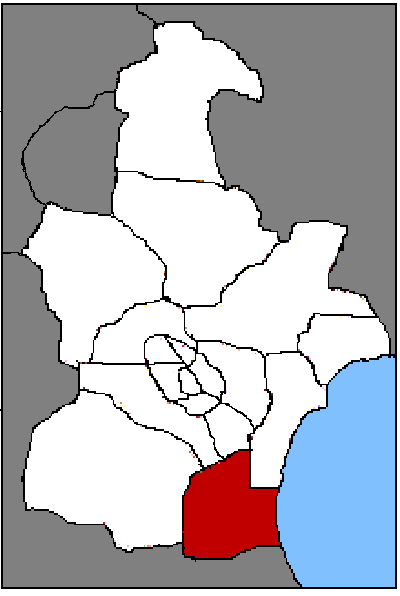
Położenie dzielnicy Dagang na obszarze Tianjinu przed jej likwidacją w 2009 roku

Dagang (chiń. 大港; pinyin Dàgǎng) – zagłębie naftowe w Chinach, w granicach administracyjnych miasta Tiencin. W przeszłości Dagang posiadało status odrębnej dzielnicy, w listopadzie 2009 połączoną je jednak z sąsiednimi Tanggu i Hangu w nową dzielnicę Binhai.
Eksploatowane od końca lat 60. złoża należą do największych w państwie. Prowadzi się też wydobycie z przyległych części dna morskiego. 